# Masacre de Kfar Etzion
La masacre de Kfar Etzion se refiere a una masacre de judíos que tuvo lugar después de una batalla de dos días entre los residentes judíos y la milicia de la Haganá que defendían el kibutz Kfar Etzion de una fuerza combinada de la Legión Árabe y milicianos árabes locales el 13 de mayo de 1948, el día anterior a la declaración de independencia de Israel. De los 129 combatientes de la Haganá y kibutzniks judíos que murieron durante la defensa del asentamiento, Martin Gilbert afirma que quince prisioneros rendidos fueron asesinados. La controversia rodea la responsabilidad y el papel de la Legión Árabe en la muerte de los que se entregaron. La versión oficial israelí sostiene que los residentes del kibutz y los soldados de la Haganá fueron masacrados por los árabes locales y la Legión Árabe del Ejército jordano cuando ya se habían rendido. La versión de la Legión Árabe sostiene que llegó demasiado tarde para prevenir el ataque contra el kibutz por los hombres de las aldeas árabes cercanas, que presuntamente fueron motivados por un deseo de venganza de la masacre de Deir Yassin, y la destrucción de una de sus aldeas varios meses atrás. Los residentes judíos y combatientes rendidos habrían sido reunidos en un patio, solamente para ser repentinamente asesinados a quemarropa; muchos murieron en el acto, mientras que la mayoría de los que lograron huir fueron perseguidos y asesinados.
Cuatro prisioneros sobrevivieron a la masacre y fueron trasladados a Transjordania. Im Inmediatamente después de la rendición el 13 de mayo, el kibutz fue saqueado y arrasado hasta los cimientos. Los miembros de los otros tres kibutz de Gush Etzion se rindieron al día siguiente y fueron tomadas como prisioneros de guerra.
Los cuerpos de las víctimas quedaron sin enterrar hasta que, un año y medio más tarde, el gobierno jordano permitió a Shlomo Goren recoger los restos, que fueron enterrados en el Monte Herzl. Los sobrevivientes del Bloque Etzion fueron alojados en antiguas casas árabes, en Jaffa.

## Fondo
Kfar Etzion fue un kibutz fundado en 1943, para fines militares y agrícolas, a unos 2 km al oeste de la carretera entre Jerusalén y Hebrón. A finales de 1947, había 163 adultos y 50 niños viviendo allí. Junto con tres cercanos kibutz, establecidos en 1945-1947, formaba Gush Etzion (el Bloque Etzion). De acuerdo con uno de los miembros del asentamiento, las relaciones eran buenas entre los colonos y los árabes locales, con la asistencia en las bodas de los demás, hasta noviembre de 1947.

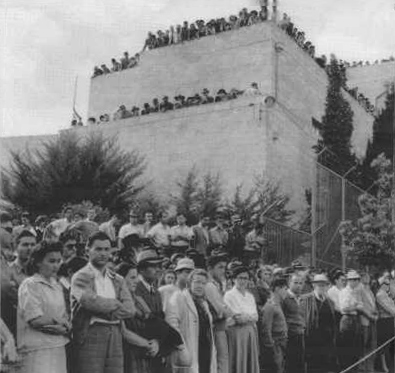
Cortejo fúnebre partiendo del edificio de la Agencia Judía, Jerusalén.

El plan de partición de las Naciones Unidas para Palestina del 29 de noviembre de 1947 convertía al bloque en un enclave en una zona puramente árabe, dentro de los límites del estado árabe previsto, donde, por otra parte, cualquier asentamiento judío debía ser prohibido por un período transitorio. Para los árabes en Hebrón, el bloque constituía una «intromisión extranjera» en un terreno que había sido totalmente árabe durante siglos, a pesar de que había sido construido en un terreno ya sea comprado por judíos (1928) o adquirido por ellos a través de una elusión compleja de la ley del Mandato en 1942. Según el estudioso Henry Laurens, Kfar Etzion habría comenzado las hostilidades en la zona en diciembre por la destrucción de un pueblo árabe local. El 10 de diciembre un convoy de Belén, dirigiéndose al bloque de Gush Etzion, fue emboscado, y 10 de sus 26 pasajeros y acompañantes fueron asesinados.
Aunque el 5 de enero, los niños y algunas mujeres habían sido evacuados con la ayuda británica, y a pesar de que David Shaltiel recomendó su evacuación, la Haganá, por consejo de Yigael Yadin, decidió no retirarse de los asentamientos por varias razones: controlar una estratégica posición en el acceso sur de Jerusalén, desde Hebrón, considerada, en palabras de Abdullah el-Tell, una «espina afilada clavada en el corazón de una zona puramente árabe». Varios convoyes de socorro de la Haganá en Jerusalén habían sido emboscados.
En los meses anteriores al 15 de mayo, los soldados de la Haganá en el bloque de kibutz dispararon repetidamente contra civiles árabes y el tráfico británico, incluyendo los convoyes, que se movían entre Jerusalén y Hebrón, bajo las órdenes de hacerlo con el fin de extraer y expulsar a las fuerzas árabes de la lucha por Jerusalén. En dos ocasiones, el 12 de abril y el 3 de mayo, unidades de la Legión Árabe fueron emboscadas, y varios legionarios resultaron muertos o heridos por las milicias del bloque (los soldados de Kfar Etzion estuvieron directamente involucrados en el incidente del 12 de abril); las fuerzas irregulares árabes hicieron ataques a pequeña escala contra los asentamientos. Un convoy de refuerzo de emergencia, intentando marchar hacia Gush Etzion bajo el amparo de la oscuridad, fue descubierto; y sus miembros fueron asesinados por las fuerzas árabes palestinas. A pesar de algunos vuelos de emergencia por parte de un Auster desde Jerusalén y Piper Cubs, fuera de Tel Aviv, sobre una pista de aterrizaje improvisada, los suministros adecuados no estaban siendo recibidos.
A medida que el final del mandato británico se acercaba, los combates en la región se intensificaron. Aunque la Legión Árabe en teoría estaba en Palestina bajo comando británico, comenzaron a operar más y más independientemente. El 27 de marzo, la comunicación terrestre con el resto del Yishuv fue cortada por completo cuando el convoy Nebi Daniel fue emboscado a su regreso a Jerusalén, y 15 soldados de la Haganá murieron antes de que los demás fueran auxiliados por los británicos.
Las milicias del Bloque Etzion llevaron a cabo emboscadas contra las unidades de la Legión Árabe el 12 de abril y 4 de mayo las cuales, de acuerdo con un análisis de la Haganá, cambiaron los planes de la Legión en el Bloque: de aislarlo a destruirlo. El 4 de mayo, después de la última emboscada a un convoy de la Legión, una fuerza conjunta de británicos, la Legión Árabe y tropas irregulares lanzaron un ataque de castigo importante en Kfar Etzion. La Haganá abandonó unos pocos puestos de avanzada, pero en general resistió, y el ataque fracasó, dejando 12 muertos y 30 heridos en la Haganá, con un número similar de legionarios árabes muertos y varias decenas de heridos.
Las unidades del Bloque pudieron haber atacado el tráfico árabe al día siguiente, pero el fracaso del asalto de la Legión llevó a unidades hebronitas y de la Legión a planear el ataque final y destruir el Bloque Etzion militarmente. El asalto final sobre Kfar Etzion comenzó el 12 de mayo. Partes de dos compañías de la Legión Árabe, asistidos por cientos de irregulares locales, tenían una docena de carros blindados y artillería, ante los cuales los defensores judíos no tenían ninguna respuesta efectiva. El comandante de Kfar Etzion solicitó permiso al Comando Central en Jerusalén para evacuar el kibutz, pero se fue denegado. Más tarde ese día, los árabes capturaron el monasterio ortodoxo ruso, que la Haganá utilizaba como una fortaleza perimetral de la zona de Kfar Etzion, matando a 24 de sus 32 defensores.
El 13 de mayo, un ataque logró quebrar las defensas de Kfar Etzion y llegó al centro del asentamiento, aislando efectivamente los puestos de avanzada perimetrales de los demás.

## La masacre

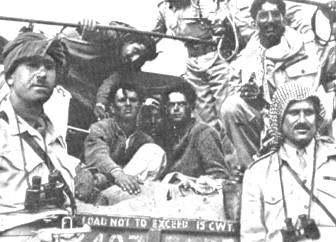
El mayor de la Legión Árabe, Abdullah el Tell, (a la derecha) con el capitán Hikmat Mihyar (a la izquierda) posan con dos de los cuatro judíos sobrevivientes de la caída de Gush Etzion. Alrededor del 13 de mayo de 1948.

En la versión convencional israelí, cuando la imposibilidad de mantener su posición se volvió incuestionable el 13 de mayo, decenas de defensores, los Haverim, de Kfar Etzion depusieron las armas y se reunieron en el patio, en el que de repente comenzaron a ser asesinados a tiros. Los que no murieron en las primeras andanadas de fuego se abrieron paso entre los árabes y, o bien escaparon para esconderse o recolectaron sus armas, siendo perseguidos.
El número de personas muertas y los perpetradores, la Legión Árabe o irregulares de las aldeas locales, o ambos, está en disputa. De acuerdo con una versión, el principal grupo de cerca de 50 defensores fueron rodeados por un gran número de árabes irregulares, que gritaron «¡Deir Yassin!» y ordenaron a los judíos sentarse, levantarse y sentarse de nuevo, cuando de repente alguien abrió fuego con una ametralladora y otros se unieron en el asesinato. Los judíos que no murieron inmediatamente trataron de huir, pero fueron perseguidos. De acuerdo con Meron Benvenisti, granadas de mano fueron arrojadas a un sótano, matando a un grupo de 50 personas que estaban escondidas allí. El edificio fue volado. Según otras fuentes, murieron 20 mujeres escondidas en una bodega. David Ohana escribe que 127 combatientes israelíes fueron asesinados el último día.
Las pérdidas árabes durante la batalla de dos días, según una estimación de la Haganá, eran 69: 42 irregulares y 27 legionarios. Una serie de historias israelíes de la matanza de Kfar Etzion (como Levi, 1986, Isseroff, 2005) afirman que los defensores habían sacado la bandera blanca y se alinearon para rendirse frente al edificio escolar del monasterio alemán. Una versión árabe relata que una bandera blanca fue levantada, y llevó a los árabes a una trampa donde fueron disparados sucesivamente. Benny Morris cita la declaración de un oficial de la Legión, según el cual los defensores no se habían rendido formalmente, que cierta resistencia continuaba, disparando a los árabes, después de que otros se habían rendido; que los aldeanos locales dispararon contra los legionarios intentando defender a los prisioneros, y que los legionarios tuvieron que disparar a algunos irregulares que participaban en los homicidios. La cifra de 127 masacrados parece incluir tanto a los que se rindieron y fueron asesinados, y a los defensores que murieron en la batalla del 12 y 13 de mayo.
En otro registro, después de que los 133 defensores fueron reunidos, ellos fueron fotografiados por un hombre con un kufiyya, y luego un vehículo blindado perteneciente aparentemente a la Legión Árabe abrió fuego con su ametralladora, siendo apoyados por los árabes irregulares. Un grupo de defensores logró refugiarse en el sótano del monasterio, donde los sobrevivientes se defendieron hasta que un gran número de granadas fueron lanzadas a la bodega. El edificio fue entonces volado, y colapsó sobre ellos. Alrededor de 129 personas murieron en la batalla y sus consecuencias. Solamente tres de los restantes residentes de Kfar Etzion y un miembro del Palmaj sobrevivieron. Según sus propios testimonios, las circunstancias de su supervivencia fueron las siguientes:
- Yaakov Edelstein y Yitzhak Ben-Sira trataron de esconderse entre una maraña de rocas y ramas, pero fueron descubiertos por un «arrugado y desdentado anciano árabe» que les dijo: «No tengan miedo». Entonces un grupo de árabes irregulares se precipitó y las arrojó contra una pared. El anciano árabe trató de protegerlos con su cuerpo. Mientras discutían, dos legionarios árabes, acercándose, colocaron a los dos judíos bajo su protección.
- Nahum Ben-Sira, el hermano de Yitzhak, estaba lejos del grupo principal cuando comenzó la matanza. Se ocultó hasta la noche y luego escapó a un kibutz cercano.
- Alisa Feuchtwanger (Palmaj) trató de esconderse en una zanja con varios otros. Fueron descubiertos y todos fueron asesinados excepto Alisa, que fue arrastrada por varios árabes irregulares. A medida que el grupo intento violarla, un oficial de la Legión Árabe (capitán Hikmat Mihyar) llegó, disparó a dos de los autores e hizo huir el resto. Posteriormente el oficial le dio pan, esperó hasta que terminó de comer, y le dijo: (cita) «Usted está bajo mi protección». Ella testificó que mientras el agente la llevó a un lugar seguro, remató a judíos heridos.[24]

Tanto Alisa y Nahum dijeron que los soldados de la Legión participaron activamente en la matanza.

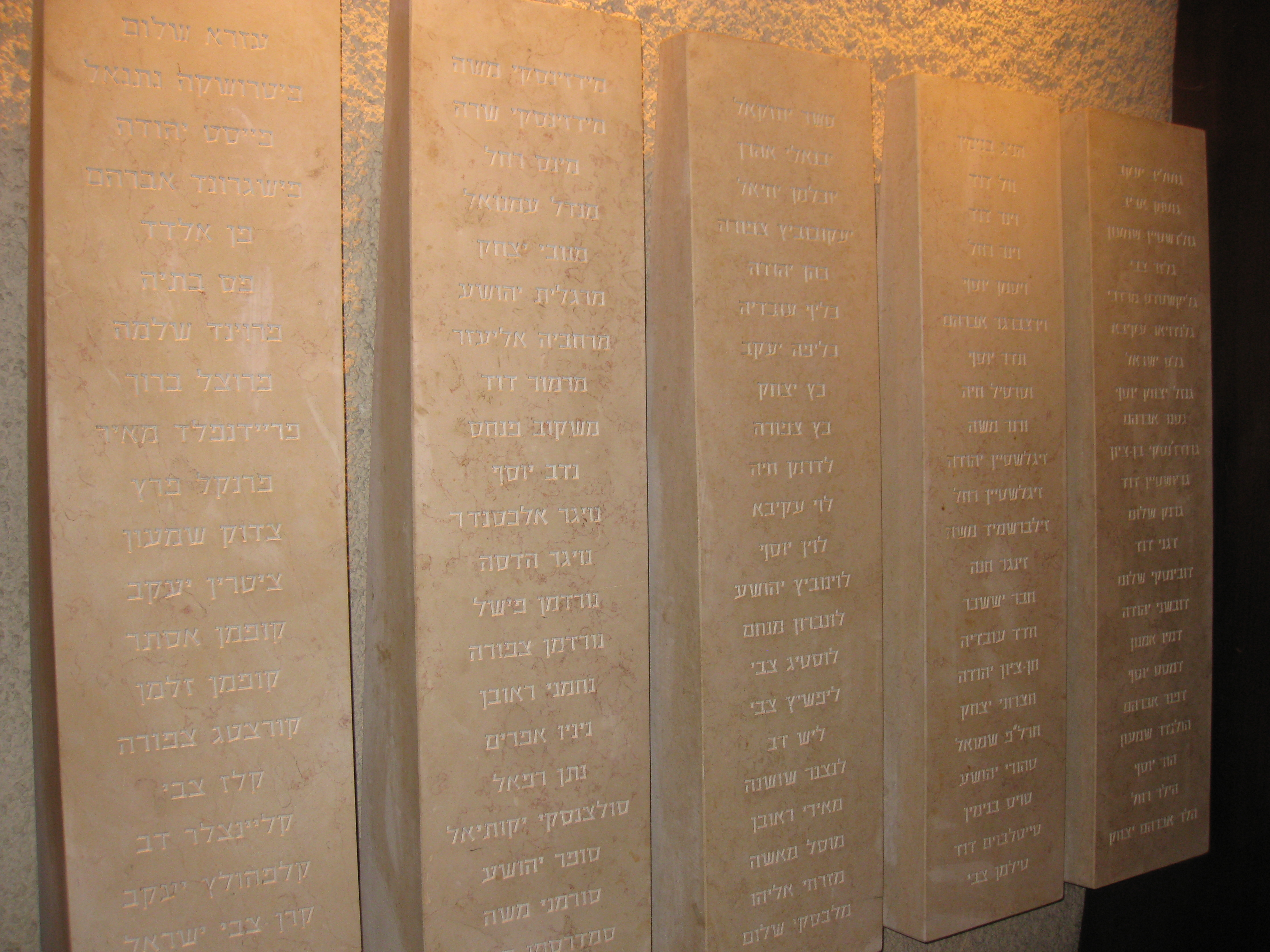
Nombres de los caídos, en el Memorial de Kfar Etzion.

Un total de 157 defensores murieron en la batalla de Gush Etzion (Levi, 1986), incluyendo a los muertos en la masacre de Kfar Etzion. Unos dos tercios de ellos eran residentes y el resto, soldados de la Haganá o el Palmaj.
Al día siguiente, las fuerzas irregulares árabes continuaron su asalto contra los restantes tres asentamientos de Etzion. Ante el temor de que los defensores pudieran sufrir el mismo destino que los de Kfar Etzion, los líderes sionistas en Jerusalén negociaron un acuerdo para la entrega de los asentamientos, con la condición de que la Legión Árabe protegiera a los residentes. La Cruz Roja llevó a los heridos a Jerusalén, y la Legión Árabe tomó al resto como prisioneros de guerra. En marzo de 1949, 320 prisioneros de los habitantes de Etzion fueron puestos en libertad desde el campo de prisioneros jordano en Mafraq, entre ellos, 85 mujeres.

## Consecuencias
El 28 de octubre de 1948, el pueblo árabe de al-Dawayima fue conquistado por el 89.° Batallón de Comandos de las FDI. Luego, ocurrió la matanza de al-Dawayima, ya que los aldeanos fueron acusados de la masacre de Kfar Etzion. Las estimaciones del número de aldeanos árabes muertos oscilan desde 80–100 a 100–200, dependiendo de la fuente.
Los cuerpos de los asesinados en Kfar Etzion fueron dejados en el lugar durante un año y medio, hasta que en noviembre de 1949, se le permitió al Jefe Militar Rabino Shlomo Goren recoger sus restos. Fueron enterrados en un funeral militar pleno el 17 de noviembre en el monte Herzl, en Jerusalén. Su fosa común fue la primera tumba de lo que hoy es el cementerio militar del monte Herzl.
El Bloque Etzion se convirtió en un símbolo de heroísmo y el martirio sionista entre los israelíes inmediatamente después de su caída, y esta importancia continúa. La fecha de la matanza se consagró como el Día de la Memoria de Israel.
El emplazamiento del Bloque Etzion fue recobrado por Israel durante la guerra de los Seis Días. Los niños que habían sido evacuados del Bloque en 1948 condujeron una campaña pública para ser reinstalados allí, y el primer ministro Levi Eshkol dio su aprobación. Kfar Etzion fue restablecida como un kibutz en septiembre de 1967, como el primer asentamiento israelí en Cisjordania después de la guerra.